# Nhân Lý, Chiêm Hóa
Nhân Lý là một xã thuộc huyện Chiêm Hóa, tỉnh Tuyên Quang, Việt Nam.
Xã có diện tích 24,84 km², dân số năm 1999 là 2218 người, mật độ dân số đạt 89 người/km².